# Hartsfield–Jackson Atlanta International Airport
Hartsfield–Jackson Atlanta International Airport (IATA: ATL, ICAO: KATL, FAA LID: ATL), som lokalt kallas Atlanta Airport, Hartsfield Airport och Hartsfield–Jackson, är belägen utanför Atlanta, Georgia, USA. Den är världens största flygplats räknat i antal passagerare.[källa behövs] 2015 hade flygplatsen strax över 100 miljoner passagerare. En överväldigande majoritet av dessa är inrikespassagerare som utgår från eller oftast byter flyg på flygplatsen. Den största internationella flygplatsen i världen är Dubai International Airport i Förenade Arabemiraten (juli 2014). Atlantas flygplats är bas och största hub för Delta Air Lines, som med nära 70 procent av flygplatsens passagerarbas är den överlägset största operatören. 90 procent av passagerarna flyger inrikes.

## Utformning
Det är fem landningsbanor. Alla är minst 2700 meter långa och tar de flesta flygplan. Den längsta är 3770 meter lång vilket räcker till alla normala flygplanstyper. Det är två terminaler är belägna på var sin sida av flygplatsområdet och som kallas Domestic (inrikes) och International. Det är totalt sju byggnader med gater. De kallas A-F och T. Byggnad E och F har funktioner för utrikesflyg.

## Marktransport
Flygplatsen ligger 15 km söder om centrala Atlanta, nära korsningen mellan två stora motorvägar. Inrikesterminalen har en station tillhörande Atlantas tunnelbana. Det finns en intern flygplatsjärnväg som förbinder de två terminalerna, och det finns en annan flygplatsjärnväg som förbinder inrikesterminalen med hyrbilsanläggningen och med mäss- och konferenscentret.

## Historia
Flygplatsen började byggas 1925 på delar av en racingbana och döptes då till Candler Field (efter Asa Griggs Candler). Första flyget gick 15 september 1926. Sedan 1939 har man haft ett kontrolltorn. Under andra världskriget expanderade flygplatsen kraftigt och tog emot 1700 landningar/avgångar under en dag, vilket var mycket imponerande.
1946 bytte man namn till Atlanta Municipal Airport. 1981 bytte man till Hartsfield Atlanta International Airport  efter att ha byggt till ytterligare terminalbyggnader. Terminalbyggnaderna kostade mindre än budget och byggnaderna stod klara enligt tidtabell, vilket borgmästaren William B. Hartsfield hjälpt till med. 

### Framtid
2014 togs en tjugoårsplan fram där man planerade att bygga en sjätte landningsbana, flytta olika byggnader och bygga ytterligare parkeringsplatser.

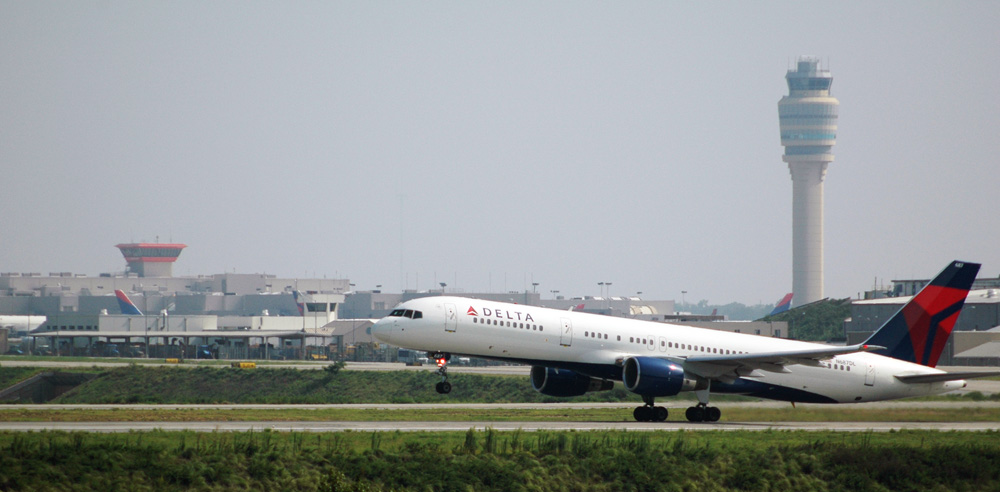
Atlanta-flygplatsen